# 犀牛男孩克里斯
克里斯·格林（英語：Chris Green，1975年7月20日—），綽號「犀牛男孩克里斯」（英語：Rhino Boy Chris），是一位馬拉松跑者與自然保育人士。他是「拯救犀牛組織」（英語：Save the Rhino）的大使，為推廣保育意識而參加多場馬拉松，有時還會穿著10公斤重犀牛造型服裝參賽，並創下多項金氏世界紀錄。截至2025年4月，他已為保育目的參加超過150場馬拉松、半程馬拉松及超級馬拉松比賽。

## 生平
克里斯·格林生於英國克賴斯特徹奇（Christchurch）。他在五歲時與家人前往肯亞旅行，自此愛上犀牛。他在童年時便得知犀牛正面臨瀕危，並開始尋找保育牠們的方法。

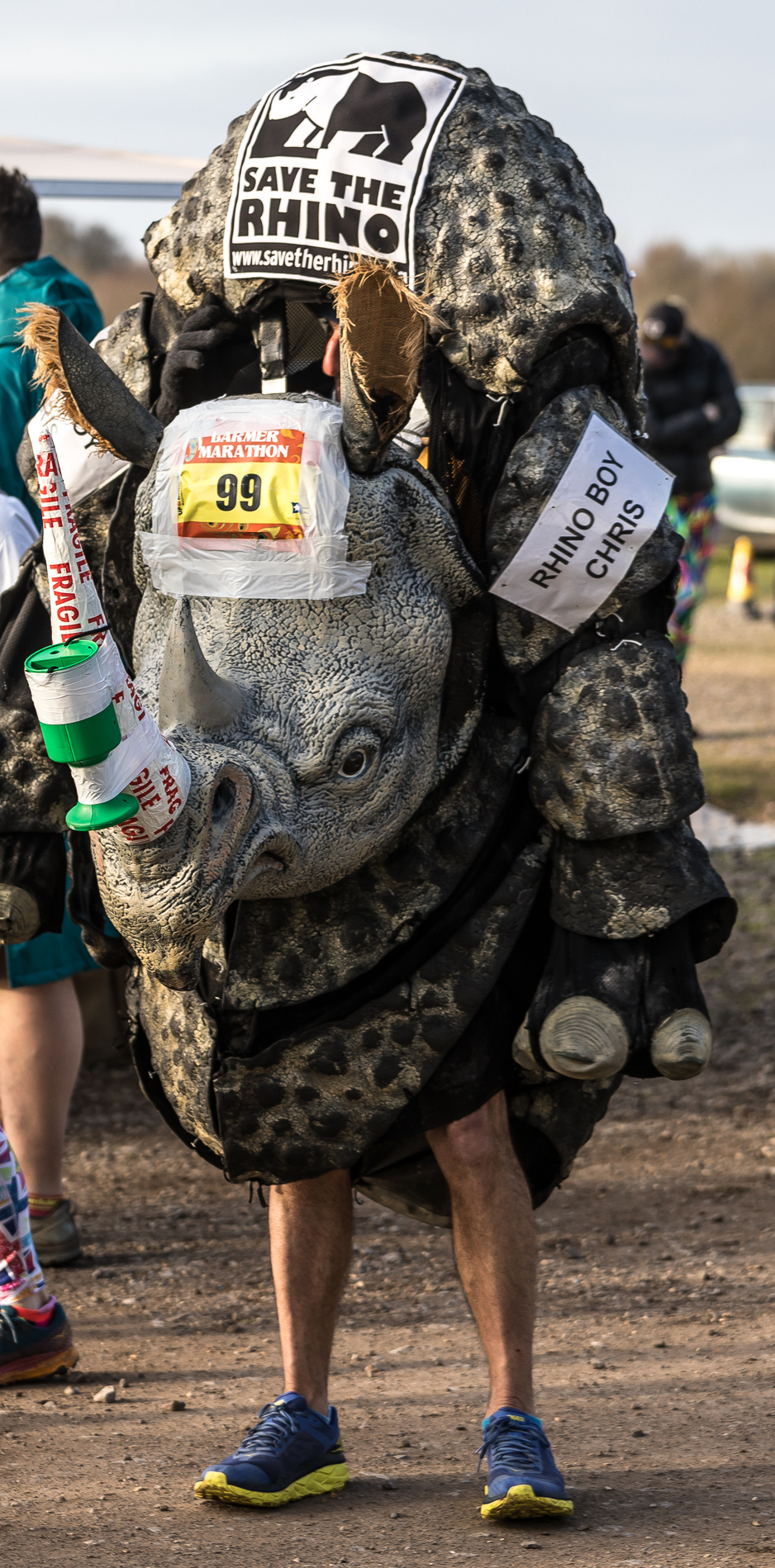
克里斯·格林於2022年馬拉松穿著「史派克」（Spike）犀牛服裝。

2009年，他開始參加馬拉松賽事以推廣犀牛保育意識。同年，他獲得了一套名為「史派克」（英語：Spike）的犀牛造型服裝，並自此穿著參賽。至今，他已完成超過150場半馬、全馬與超馬賽事。他也創下多項金氏世界紀錄，包括「穿著哺乳動物造型服裝所創下的最快馬拉松時間」、「穿著立體哺乳動物服裝所創下的最快馬拉松時間」以及「穿著哺乳動物造型服裝所創下的最快半程馬拉松時間」等。
除馬拉松外，格林亦參與其他體能挑戰以提升保育意識，例如在24小時內從倫敦跑到牛津、沿泰晤士河完成50英里（約80公里）的超馬，以及在COVID-19疫情期間，於家中穿著犀牛裝以健身設備模擬攀登吉力馬札羅山的高度。
除了跑步外，格林的本業是搬家工人，亦為作家。他於2020年出版兒童讀物《Matumaini：犀牛的希望》（Matumaini, the Rhino's Hope）一書。他經常穿著犀牛裝到英國各地學校進行宣導，推廣保育觀念。
截至2025年倫敦馬拉松，格林已穿著同一套10公斤重的犀牛裝跑完113場馬拉松。他目前持有「穿著同一套立體服裝完成最多場馬拉松（男性）」的世界紀錄。截至2025年，他已為「拯救犀牛」籌得37,120英鎊。

## 紀錄
- 2019年倫敦馬拉松（英语：2019 London Marathon）：穿著立體動物裝完成馬拉松最快紀錄（男性），時間為4:32:26。
- 2021年倫敦馬拉松（英语：2021 London Marathon）：穿著哺乳動物裝完成馬拉松最快紀錄（男性），時間為4:06:35。[10]
- 2021年大北跑（英语：Great North Run）：穿著哺乳動物裝完成半馬最快紀錄，時間為 1:50:05。[13]（此紀錄已於2023年被打破）
- 2025年倫敦馬拉松（英语：2025 London Marathon）：穿著同一立體服裝完成最多馬拉松場次紀錄（男性），總計113場。[1][14]

## 出版作品
- 2020年：《Matumaini：犀牛的希望》（Matumaini, the Rhino's Hope），ISBN 978-1838750091

## 外部連結
- 穿著犀牛服裝的第100場比賽：倫敦馬拉松. 英國廣播公司